# Dichaetophora
Dichaetophora är ett släkte av tvåvingar. Dichaetophora ingår i familjen daggflugor.

## Dottertaxa tillDichaetophora, i alfabetisk ordning[1]
- Dichaetophora aberrans
- Dichaetophora abnormis
- Dichaetophora acutissima
- Dichaetophora agbo
- Dichaetophora argentea
- Dichaetophora aristata
- Dichaetophora bicornis
- Dichaetophora brunnea
- Dichaetophora burmana
- Dichaetophora carinata
- Dichaetophora cirricauda
- Dichaetophora clypeonigra
- Dichaetophora constricta
- Dichaetophora cyanea
- Dichaetophora emeishanensis
- Dichaetophora facilis
- Dichaetophora fascifrons
- Dichaetophora flava
- Dichaetophora flexicauda
- Dichaetophora hainanensis
- Dichaetophora heterodentata
- Dichaetophora hexachaeta
- Dichaetophora imitans
- Dichaetophora laeana
- Dichaetophora lindae
- Dichaetophora macalpinei
- Dichaetophora madagascarensis
- Dichaetophora magnidentata
- Dichaetophora malayana
- Dichaetophora mosana
- Dichaetophora neocirricauda
- Dichaetophora nigrifrons
- Dichaetophora ogasawarensis
- Dichaetophora okadai
- Dichaetophora papuana
- Dichaetophora paraserrata
- Dichaetophora pectinata
- Dichaetophora plana
- Dichaetophora presuturalis
- Dichaetophora pseudocyanea
- Dichaetophora pseudotenuicauda
- Dichaetophora quadrifrons
- Dichaetophora quelpartiensis
- Dichaetophora raridentata
- Dichaetophora rotundicornis
- Dichaetophora sakagamii
- Dichaetophora sarawakana
- Dichaetophora serrata
- Dichaetophora sinensis
- Dichaetophora spinipes
- Dichaetophora sternopleuralis
- Dichaetophora surukella
- Dichaetophora suruku
- Dichaetophora tenuicauda
- Dichaetophora tridens
- Dichaetophora wulaiensis
- Dichaetophora yeren